# Glypta bugaczensis
Glypta bugaczensis là một loài tò vò trong họ Ichneumonidae.